# Дмитрівка (Щастинський район)
Дми́трівка — село в Україні, у Новоайдарській селищній громаді Щастинського району Луганської області. Населення становить 1372 особи.

## Географія
На північно-східній околиці села Балка Вовча впадає у річку Євсуг. 
Історія
У 1762 роцi заснована Дмитрiвка і сусiдня Петропавлівка, вони були надані князю Петру Микитовичу Трубецькому в чині капітана.
У 1766 роцi освячено дерев'яний храм на честь Святого Дмитра чудотворця митрополита Ростовського. З цього часу слобода почала називатися Свято-Дмитріївка.
Після встановлено Радянської влади перейменовано на Дмитрівку.
У 1932–1933 роках Дмитрівка постраждало від голодомору. У книзі «Врятована пам′ять. Голодомор 1932-33 років на Луганщині: свідчення очевидців» містяться спогади місцевої мешканки Супрун Клавдії Марківни (1921 року народження), яка описує ті події так:

| …Весь щавель переїли, і на поле люди ходили, тих гаврашків виловлювали та їли. І кішок їли, і собак, шо тіки… Хто шо мог, де шо вловить, те брали і їли. Скіки у нас тут людей по нашій вулиці було — усі пусті хати осталися, всі померли. Вимирали сім'ї. […] Правітєльство тоді таке було. На поле ідуть люди, у бутилку молочка з дому возьме, а тоді пшенички туди насипе — тут же зразу бригадір витрусе, п'ять год тюрьми дають. Там они, люди, і дохли в тюрьмі всі. Нікому нічого не давали, просто таке було тоді врєдітєльство, і більш нічого… |
| |

### Війна на сході України
Село потрапило у зону бойових дій під час війни на сході України.
Вночі з 31 серпня на 1 вересня 2014-го село потрапило під важкий обстріл. Цю новину спочатку подали як російський авіаудар.
З 3-го на 4-е вересня населений пункт зазнав артилерійського обстрілу. Внаслідок удару о 2:00 ночі 4 вересня загинуло щонайменше 2 чоловіки з 12 БтРО «Київ» та четверо 1 ОТБр.

### Бурштиновий храм
У 2013 у селі за кошти мешканця було побудовано «бурштиновий» Свято-Пантелеймонівський храм.

Засновником храму є народний лікар, генерал-лейтенант українського козацтва Іщенко Микола Олександрович.

## Населення
За даними перепису 2001 року населення села становило 1372 особи, з них 85,06 % зазначили рідною українську мову, 14,21 % — російську, а 0,73 % — іншу.

## Також
- Перелік населених пунктів, що постраждали від Голодомору 1932-1933, Луганська область